# Makowiska, Voivodato de Łódź
Makowiska [makɔˈviska] es un pueblo ubicado en el distrito administrativo de Gmina Pajęczno, dentro del Distrito de Pajęczno, Voivodato de Łódź, en Polonia central. Se encuentra aproximadamente a 5 kilómetros al sureste de Pajęczno y a 80 kilómetros al sur de la capital regional Lodz.